# Кубок Бельгії з футболу 2025—2026
Кубок Бельгії з футболу 2025—2026 (нід. Beker van België) — 71-й розіграш кубкового футбольного турніру в Бельгії. Титул захищатиме «Брюгге».

## Календар
| Раунд            | Дата           | Матчі | Клуби    |
| ---------------- | -------------- | ----- | -------- |
| Попередній раунд | 20 липня 2025  |       | →        |
| Перший раунд     | 27 липня 2025  |       | →        |
| Другий раунд     | 3 серпня 2025  |       | → 108    |
| Третій раунд     | 10 серпня 2025 | 40    | 108 → 68 |
| Четвертий раунд  | 17 серпня 2025 | 20    | 68 → 48  |
| П'ятий раунд     | 24 серпня 2025 | 16    | 48 → 32  |
| 1/16 фіналу      | 7 вересня 2025 | 16    | 32 → 16  |
| 1/8 фіналу       |                | 8     | 16 → 8   |
| 1/4 фіналу       |                | 4     | 8 → 4    |
| 1/2 фіналу       |                | 4     | 4 → 2    |
| Фінал            |                | 1     | 2 → 1    |

## Регламент
Згідно з регламентом у перших п'яти раундах беруть участь клуби нижчих дивізіонів чемпіонату Бельгії. Клуби провідного дивізіону стартують у шостому раунді з 1/16 фіналу.